# Toscaanse Bruiloft
Toscaanse Bruiloft (werktitel De Italiaanse Bruiloft) is een Nederlandse speelfilm uit 2014. De film is thematisch een vervolg op Verliefd op Ibiza. Hoewel de film geen direct vervolg is, zijn de personages losjes op elkaar gebaseerd. Daar waar de personages de liefde verklaarden op Ibiza, gaan de personages van Toscaanse Bruiloft het huwelijk met elkaar aan. Daarnaast is de film geschreven en geproduceerd door hetzelfde team als dat van Verliefd op Ibiza.

## Verhaal
Sanne exploiteert met haar ouders een luxe bed-and-breakfast op een landgoed omringd door hoge cipressen in Toscane. Na haar eigen misgelopen huwelijk, kan ze geen tweede leuke man vinden. Ook echtscheidingsadvocaat Jeroen is niet de man van haar dromen. Jeroen is naar Toscane gekomen om het huwelijk van zijn beste vriend Bob, plastisch chirurg, met hockeyster Lisa te organiseren. Jeroen gelooft niet in het huwelijk en heeft zich daarom ook gespecialiseerd als echtscheidingsadvocaat, omdat volgens hem daar grote winst als advocaat te halen is. Sanne ontdekt echter dat achter Jeroens houding een lieve man schuilt. Sanne en Jeroen worden tijdens de organisatie van de bruiloft verliefd op elkaar, tot Sanne ontdekt dat hij kortgeleden met Lisa naar bed is gegaan, een ontdekking die het aanstaande huwelijk van Bob en Lisa bijna uiteen doet barsten. Het gaat eindelijk goed en Jeroen en Sanne gaan zelfs met elkaar naar bed. In bed waarschuwt Sanne Jeroen dat zij geen drietje wil worden (na 3 dates geen contact meer). Jeroen stopt en zegt sorry. Daarna zien ze elkaar niet meer. 
Als Sannes vader Tom onverwacht een hartaanval krijgt een half jaar later, verbindt Sanne haar vader en stiefmoeder in de echt. Even later overlijdt Tom. Dan vindt Sanne steun bij de Italiaanse Camillo. Camillo doet Sanne haar verdriet over Jeroen en haar vader vergeten en Sanne denkt dat Camillio de ware voor haar is. Camillo en Sanne besluiten te gaan trouwen, totdat Jeroen weer onverwacht op de stoep staat met het nieuws dat hij gaat trouwen met Dominique, Lisa's zus. Sanne heeft er veel moeite mee om het huwelijk te sluiten tussen Jeroen en Dominique, maar het lijkt te lukken en ze geven elkaar het jawoord. Maar Sanne rent weg, waardoor de stiefmoeder afgeleid wordt en de burgemeester geen geld geeft voor het signeren van het huwelijkscontract. Op het huwelijksfeest van Jeroen en Dominique wil Dominiques moeder haar ex-man opnieuw ten huwelijk vragen, ook al zijn ze gescheiden. Hij wijst haar af, waardoor ze uit kwaadheid hem probeert te slaan met een stuk vlees. Maar ze raakt de burgemeester in plaats van hem. Daardoor ontstaan er een chaos en brand. Dominique flipt helemaal. Voor Jeroen wordt het allemaal ineens helder en hij besluit Sanne achterna te gaan, die op zoek is naar brandblussers. Eenmaal in de schuur, bekent Jeroen dat hij haar niet kan vergeten en zelfs in de winter na Lisa's bruiloft naar Italië is gereden om zijn blijk van liefde te tonen. Maar toen zag hij Camillo en Sanne samen en ging hij weg. Dan bekent hij dat hij echt van haar houdt en ze willen elkaar zoenen. Maar nog voordat ze elkaar kunnen kussen wordt Sanne geroepen en gaan ze terug om de brand te blussen. In de witte rook zoent Sanne Jeroen toch nog. De rook trekt op en de hele familie ziet het gebeuren. Dominique zint op wraak, maar dat kan niet omdat ze niet getrouwd zijn. Later die avond eindigen Lisa's ouders met elkaar in bed en verbreekt Camillo de relatie met Sanne omdat het gewoon niet werkt. 
Een jaar later komt iedereen weer bijeen, ditmaal voor de bruiloft van Jeroen en Sanne. Lisa en Bob hebben inmiddels een kindje van een jaar oud, Dominique heeft een relatie met Erik, de broer van Bob. Dan geven Jeroen en Sanne eindelijk elkaar het jawoord en ze gaan op huwelijksreis met een luchtballon.

## Rolverdeling
- Sophie van Oers als Sanne Klaartje van Straaten
- Jan Kooijman als Jeroen Gerben Beukering
- Simone Kleinsma als Marla van den Boomgaard
- Ernst Daniël Smid als Tom Hendrik van Straaten
- Diederik Ebbinge als Robert Frederik 'Bob' van Aspen
- Lieke van Lexmond als Lisa Frederique Marianna Geertruida Leidekker
- Dirk Zeelenberg als Koos Leidekker
- Martine Sandifort als Bella
- Carolien Spoor als Dominique Maria Leidekker
- Ruud Feltkamp als Erik van Aspen
- Matteo van der Grijn als Camillo
- Alessandro Bressanello als Burgemeester Vittorio Bellamonti
- Joy Wielkens als Lot
- Medi Broekman als Marjolein

## Productie

### Ontwikkeling
Tijdens het schrijven van Verliefd op Ibiza kwamen de schrijvers al met een vervolg op de film. Hoewel het scenario steeds niet vernieuwend genoeg was, besloot het team om er geen direct vervolg van te maken. De personages werden herschreven en werden allemaal vervangen door nieuwe karakters. Daarna werd ook het verhaal meerdere malen drastisch aangepast. De film is een ensemblefilm, maar de hoofdrol zal worden gedragen door het personage van Sanne. Sanne was aanvankelijk niet geschreven als de hoofdrol.

### Acteurs
Al tijdens het draaien van Verliefd op Ibiza was Nijenhuis in zijn hoofd bezig met de audities voor de film. Doordat eigenlijk veel personages van Verliefd op Ibiza ook in de Toscaanse Bruiloft zullen terugkeren, had hij ook al enkele opties voor rollen. Zo waren Jan Kooijman, Marly van der Velden, David Lucieer en Simone Kleinsma al grote kanshebbers voor een rol. Het was Kooijman die op 25 april 2013 werd gepresenteerd als hoofdrolspeler van de film. De overige acteurs werden op 21 mei 2013 bekendgemaakt.

### Opnamen
De opnamen vonden plaats van 1 juni 2013 tot begin augustus.

### Producent
Toscaanse Bruiloft en de film Apenstreken zijn gemaakt voor rekening en risico van de vennoten van de film-maatschap Toscaanse Apestreken Filmfonds (met samen 150 participaties met een ingelegd kapitaal van € 10.000 per stuk) en haar managing partner 2Houses BV.